# Fort Bragg (Kalifornia)
Fort Bragg – miasto w Stanach Zjednoczonych, w stanie Kalifornia, w hrabstwie Mendocino. Nazwane na cześć Braxtona Bragga.